# Верхоляк Ярослав Ілліч
Яросла́в Іллі́ч Верхоля́к — старший сержант Збройних сил України.

## Життєпис
Мобілізований у квітні 2014-го, 80-та окрема десантно-штурмова бригада. Воював за Красний Лиман, Слов'янськ, Криву Луку, Оріхове.
Після перебирання українськими силами контролю над Луганським летовищем бригаду Верхоляка направили туди для несення служби. На летовищі потрапив під обстріл «Градами», зазнав множинних поранень, зокрема пошкоджене обличчя. З шести членів екіпажу вижили двоє. Лікарі змогли надати допомогу лише через 4 доби, коли військовики вирвалися з оточення. З коліна осколок не діставали — був ризик руйнування суглоба. За одужанням стежить дружина Оксана — вчителька сільської школи.

## Нагороди
За особисту мужність і високий професіоналізм, виявлені у захисті державного суверенітету та територіальної цілісності України, вірність військовій присязі, відзначений — нагороджений
- орденом «За мужність» III ступеня (31.7.2015).